# François de Meester de Heyndonck
François Edmond Marie de Meester de Heyndonck (Brussel, 25 februari 1879 - aldaar, 30 oktober 1973) was een Belgisch volksvertegenwoordiger.

## Biografie
Jhr. François de Meester was een telg uit het geslacht De Meester. Hij was een zoon van kunstschilder Anatole de Meester de Heyndonck (1843-1925) en Adolphine Fritz (1845-1921). Zijn overgrootvader verkreeg in 1818, zoals andere familieleden op andere data, adelserkenning. In 1911 kreeg zijn vader vergunning voor hem en zijn nazaten om de Heyndonck toe te voegen bij de familienaam. Hij was een neef van jhr. Raymond de Meester de Betzenbroeck, gemeenteraadslid van Mechelen en senator.
Hij trouwde in 1905 in Brugge met Emma van Outryve d'Ydewalle (1882-1977), dochter van ridder Paul-Pierre van Outryve d'Ydewalle, burgemeester van Ruddervoorde.
In 1939 werd hij in het arrondissement Brussel verkozen tot volksvertegenwoordiger voor Rex. Hij bekleedde dit mandaat tot in 1946.